# بيت زهير (مدينة حجة)

تعديل مصدري - تعديل

بيت زهير هي إحدى قرى عزلة حملان بمديرية مدينة حجة التابعة لمحافظة حجة، بلغ تعداد سكانها 366 نسمة حسب تعداد اليمن لعام 2004.